# Tephrosia obbiadensis
Tephrosia obbiadensis är en ärtväxtart som beskrevs av Emilio Chiovenda. Tephrosia obbiadensis ingår i släktet Tephrosia och familjen ärtväxter. Inga underarter finns listade i Catalogue of Life.